# Rivière Raquette (Québec)
Pour les articles homonymes, voir Raquette.
La rivière Raquette est un affluent de la rivière Bédard, coulant dans les municipalités de Larouche (MRC du Fjord-du-Saguenay) et de Saint-Bruno (MRC de Lac-Saint-Jean-Est), dans la région administrative de Saguenay–Lac-Saint-Jean, dans la province de Québec, au Canada.
La vallée de la rivière Raquette est desservie par la route 169, la route 170, le chemin du 6e rang Nord, le chemin du 7e rang Sud, le chemin du 8e rang Sud et le chemin du 9e rang Sud, surtout pour les besoins de la foresterie et de l’agriculture.
L’agriculture constitue la principale activité économique dans la zone de la rivière Raquette ; la foresterie, en second.
La surface de la rivière Raquette est habituellement gelée du début de décembre à la fin mars, toutefois la circulation sécuritaire sur la glace se fait généralement de la mi-décembre à la mi-mars.

## Géographie
Les principaux bassins versants voisins de la rivière Raquette sont :
- côté nord : ruisseau Rouge, rivière Bédard, la Petite Décharge, rivière Saguenay ;
- côté est : lac de l’Aqueduc, rivière Dorval, lac Charnois, rivière aux Sables, rivière Chicoutimi ;
- côté sud : baie Cascouia, rivière Cascouia, lac Kénogamichiche, la Belle Rivière, rivière des Aulnaies, lac Vert, lac Kénogami ;
- côté ouest : rivière Bédard, ruisseau Grandmont, la Belle Rivière, rivière des Aulnaies, lac Saint-Jean.

La rivière Raquette prend sa source au lac Raquette (longueur : 0,4 km ; altitude : 159 m) dans la municipalité de Larouche. Cette source est située à :
- 1,4 km au sud de la route 170 ;
- 1,4 km à l’est du centre du village de Larouche ;
- 4,7 km au nord-ouest de la baie Cascouia (intégrée au lac Kénogami) ;
- 8,3 km au sud de la rivière Saguenay ;
- 12,0 km au sud-est de la confluence de la rivière Raquette et de la rivière Bédard[3].

À partir de sa source (lac Raquette), la rivière Raquette coule sur 14,3 km avec une dénivellation de 51 m en zone forestière sur 0,8 km dans la partie supérieure et généralement agricole pour la partie inférieure, selon les segments suivants :
- 5,6 km vers l’ouest entre le chemin de fer du Canadien National (côté sud) et la route 170 (côté nord), en coupant le chemin du 9e rang Sud et le chemin du 8e rang Sud, jusqu’au pont routier de cette dernière ;
- 2,8 km vers le nord-ouest en coupant le chemin du 7e rang Nord, jusqu’au 6e rang Nord ;
- 4,3 km vers le nord-ouest en passant sous le chemin de fer et en coupant la route Saint-Alphonse, jusqu’à la route 169 ;
- 1,6 km vers le nord-ouest en formant une boule vers le nord-est, jusqu’à l’embouchure de la rivière[3].

Le cours de la rivière Raquette se déverse sur la rive sud de la rivière Bédard, en zone agricole. Cette confluence est située à :
- 1,3 km au sud-ouest du chemin de fer du Canadien National ;
- 4,3 km au nord-ouest du centre du village de Saint-Bruno ;
- 4,4 km au sud du centre-ville d’Alma ;
- 8,3 km au sud du barrage de l'Isle-Maligne ;
- 6,4 km au sud-est de la confluence de la rivière Bédard et de la rivière Saguenay[3].

À partir de l’embouchure de la rivière Raquette, le courant suit le cours de la rivière Bédard sur 11,5 km vers le nord-ouest, puis le cours de la rivière Saguenay sur 139 km vers l’est jusqu’à Tadoussac où il conflue avec l’estuaire du Saint-Laurent.

## Toponymie
Le toponyme « rivière Raquette » a été officialisé le 28 août 1980 à la Banque des noms de lieux de la Commission de toponymie du Québec.